# Амане Берісо Шанкуле
Амане Берісо Шанкуле (амх. አማነ በሪሶ ሻንኩሌ, англ. Amane Beriso Shankule; нар. 13 жовтня 1991) — ефіопська легкоатлетка, яка спеціалізується на марафонському бігу.

## Спортивні досягнення
Фінішувала 5-ю в олімпійському марафонському забігу (2024).
Чемпіонка світу з марафонського бігу (2023).
Фінішувала 2-ю на Бостонському марафоні (2023) та 3-ю на Токійському марафоні (2024).
Перемагала також на марафонах у Валенсії (2022), Мехіко (2022) та Мумбаї (2020).